# Pichigua (distrito)
O distrito peruano de Pichigua é um dos oito distritos da Província de Espinar, situase no Departamento de Cusco, pertencente ao Departamento de Cusco, Peru.

## Transporte
O distrito de Pichigua é servido pela seguinte rodovia:
- CU-133, que liga o distrito de  Yauri à cidade de Pallpata
- CU-130, que liga o distrito de Yauri à cidade de Quehue
- PE-34G, que liga o distrito à cidade de Sicuani (Região de Cusco)  [1][2][3]